# Saint-Vincent-la-Châtre
Saint-Vincent-la-Châtre ist eine Gemeinde mit 599 Einwohnern (Stand: 1. Januar 2022) im französischen Département Deux-Sèvres in der Region Nouvelle-Aquitaine (vor 2016 Poitou-Charentes). Sie gehört zum Kanton Melle im Arrondissement Niort.

## Geographie
Saint-Vincent-la-Châtre liegt etwa 30 Kilometer ostsüdöstlich von Niort. Umgeben wird Saint-Vincent-la-Châtre von den Nachbargemeinden Lezay im Norden, Saint-Coutant im Osten, Clussais-la-Pommeraie im Osten, Alloinay im Süden, Maisonnay im Südwesten, Fontivillié mit Chail im Westen sowie Saint-Léger-de-la-Martinière im Westen und Nordwesten.

## Bevölkerungsentwicklung
| Jahr                      | 1962 | 1968 | 1975 | 1982 | 1990 | 1999 | 2006 | 2013 |
| ------------------------- | ---- | ---- | ---- | ---- | ---- | ---- | ---- | ---- |
| Einwohner                 | 722  | 692  | 597  | 535  | 551  | 574  | 555  | 678  |
| Quelle: Cassini und INSEE |      |      |      |      |      |      |      |      |